# Hnízdo (Vrbovec)
Hnízdo (dříve Knast, německy Gnast) je osada, část obce Vrbovec v okrese Znojmo. Nachází se asi 3 km na jihovýchod od Vrbovce. Je zde evidováno 56 adres. Trvale zde žije 138 obyvatel.
Osada leží v katastrálním území Vrbovec. Hnízdo se původně nacházelo v samostatném katastrálním území, které ale bylo roku 1958 začleněno do katastru Vrbovce.

## Název
Od založení do 20. století nesla vesnice německé jméno Gnast vzniklé pravděpodobně ze staršího obecného genist - "souhnízdí" (více hnízd pospolu; "hnízdo" zde znamená "obydlí"). Je též možné, že základem německého jména bylo staročeské gnězdo ("hnízdo"). V češtině se používaly tvary Gnast nebo Knast. V roce 1949 byla vesnice přejmenována na Hnízdo podle významu německé předlohy.